# Shōta Takasaki
Shōta Takasaki (高崎 翔太 Takasaki Shōta?,  Prefectura de Niigata, Japón, 21 de septiembre de 1988) es un actor japonés, afiliado a Toki Entertainment.

## Biografía
Takasaki nació el 21 de septiembre de 1988 en la prefectura de Niigata, Japón. Su familia se compone de sus padres y tres hermanas mayores. Tras graduarse de la escuela secundaria, se trasladó a Tokio, donde fue reclutado por un cazatalentos e ingresó al mundo del entretenimiento. Takasaki debutó como actor en 2008, interpretando a Eiji Kikumaru en el musical de The Prince of Tennis. En junio de 2010, Takasaki se vio obligado a retirarse temporalmente de sus actividades artísticas debido a una enfermedad repentina. Fue dado de alta dos semanas más tarde y volvió a trabajar una semana después. En 2011, fue transferido a la agencia Toki Entertainment. Takasaki padece de una dismetría en las piernas, una de las cuales es más corta que la otra.

## Filmografía

### Películas
| Año  | Título                                  | Papel             | Notas     |
| ---- | --------------------------------------- | ----------------- | --------- |
| 2010 | Local Boys!                             | Sanzō Ōgami       |           |
| 2011 | Pink no Shigoto                         | Kenta             |           |
| 2011 | Gekiatsu: Manatsu no Echudo             | Michihiro Matsui  |           |
| 2011 | Takumi-kun Series 5: Ano, Hareta Aozora | Renji             |           |
| 2012 | Fujimi Orchestra                        | Yūki Morimura     | Principal |
| 2012 | Love to Rain                            | Genta             |           |
| 2012 | Hone Made Aishite                       |                   |           |
| 2012 | Kuroi Onna                              | Yōsuke Ōshima     |           |
| 2013 | Bakumatsu Kitan Shinsen 5: Kengo Korin  | Yoshida Toshimaru |           |
| 2013 | Yoake Zen: Asayake-chu                  | Keigo Suetsugu    |           |
| 2015 | Nandemo Maisoya Mochizuki               | Yasutoshi Okubo   |           |
| 2015 | Bar Kamikaze: Gomakashi Doraibu         | Motoki Tanigawa   |           |
| 2015 | Sundome                                 | Hideo Aiba        |           |
| 2015 | Sundome 2                               | Hideo Aiba        |           |
| 2015 | Isshun to Eien                          | Takahiro Sasaki   |           |
| 2016 | U-31                                    | Takigawa          |           |
| 2016 | Omoide Capsule                          | Kotaro Yamada     |           |
| 2017 | Atashira.                               | Kenji Shibasaki   |           |
| 2017 | Samurai Sensei                          | Tosa-senpai       |           |
| 2017 | Torinoko City                           | Mitsuru Kondō     |           |
| 2018 | Gamushara Sold Out                      | Natsume           |           |
| 2018 | Pocket no Naka no Biscuit               | Guion             |           |
| 2018 | Hitori no Musuko                        | Abe               |           |
| 2018 | Rental Familia                          | Yūki Takagi       | Principal |
| 2018 | Blood Club Dolls                        | Kōhan             |           |
| 2018 | Nomark Baku Haitou                      | Daisuke Tō        |           |
| 2019 | Koisuru Antihero: The Movie             | Susumu Manaka     | Principal |
| 2019 | Mitorishi                               | Sōta Hayakawa     |           |

### Televisión
| Año  | Título                                     | Papel             | Notas |
| ---- | ------------------------------------------ | ----------------- | ----- |
| 2014 | Nokosareta Senritsu                        | Satō              |       |
| 2017 | Shinrei Jusatsushi Kaeshi-hen              | Junji Katagiri    |       |
| 2017 | Rabuho no Ueno-san                         | Tachibana         |       |
| 2017 | Getsuyō Meisaku Gekijō Keishichō Okabe-han | Tomohiko Yasukura |       |
| 2018 | Goukoku no Catastrophe                     | Mozu Torizawa     |       |
| 2019 | Iyasaretai Otoko                           | Hideto Okehazama  |       |
| 2019 | Aozakura: Boei Daigakuko Monogatari        | Tatsuya Sakaki    |       |
| 2019 | Shibō Flag Series                          | Atsushi Sakamoto  |       |